# Josef Janouš (klarinetista)
Josef Janouš (9. srpna 1927 Mericours Corons, Méricourt, Pas-de-Calais, Hauts-de-France, Francie – léto 2012 Kladno) byl český klarinetista česko-francouzského původu, člen orchestru a funkcionář Národního divadla v Praze. V roce 1951 byl prvním kdo po dlouhé době opět zahrál Klarinetový koncert A dur K. 622 od W. A. Mozarta.
Jeho otec byl Čech a matka z Francie, narodil se ve Francii, ale vyrůstal v Čechách. Od 1. února 1951 do roku 1985 byl členem orchestru Národního divadla, v letech 1963–1966 vedoucím orchestru, poté vedoucím skupiny klarinetů. V roce 1970 vystudoval hru na klarinet na Janáčkově akademii múzických umění v Brně.. Od 1. března 1971 byl odborným poradcem ředitele Národního divadla, od 1. října 1971 vedoucím ekonomem a zástupcem uměleckého šéfa opery Národního divadla, od 1. ledna 1976 zástupcem uměleckého šéfa opery Národního divadla, od 1. září 1976 do 5. prosince 1985 členem orchestru Národního divadla. V roce 1985 odešel do invalidního důchodu, poté žil se svou ženou (keramičkou) Evou Janoušovou v Kladně v rodinném domě naproti Niederleho pavilonu Kladenské nemocnice, ta se po jeho smrti odstěhovala do Prahy.

## Mozart a klarinet
Jako nejreprezentativnější dílo celé klarinetové literatury bývá hodnocený Klarinetový koncert A dur K. 622 od W. A. Mozarta z roku 1791. Koncert plně využívá všech možností basetového klarinetu (i klasického klarinetu) a je ryzí ukázkou jeho kompozičního mistrovství.
Toto dílo komponované pro rakouského klarinetistu Antona Stadlera (1753–1812) bylo dlouhou dobu velmi málo hráno. Premiéra díla se pravděpodobně uskutečnila 16. října 1791 v Praze. Po Stadlerově smrti se Mozartova hlavní díla pro klarinet neobjevila na programu koncertů pražské konzervatoře až do roku 1870, kdy byla provedena 2. věta Kvintetu A dur, která používá pouze běžný spodní rozsah do psaného e. Zřejmě poprvé od Stadlerovy smrti zazněl klarinetový koncert v Praze roku 1951 (Josef Janouš) a Kvintet roku 1956 (Jiří Kratochvíl). Basetový klarinet určený pro tento koncert používal téměř výhradně Anton Stadler, jedná se o A klarinet s prodlouženým spodním dílem a rozsahem rozšířeným o tercii směrem dolů (basetové tóny: es, d, des, c), který se po Stadlerově smrti nevyráběl.